# Maigret und Inspektor Griesgram
Maigret und Inspektor Griesgram (Originaltitel Maigret et l’Inspecteur Malchanceux, später Maigret et l’Inspecteur Malgracieux) ist eine Erzählung von Georges Simenon, in der Kommissar Maigret zusammen mit dem schwierigen Bezirkskommissar Lognon ermittelt. Das zur Reihe der Maigret-Romane und -Erzählungen gehörende Werk entstand am 5. Mai 1946 in St. Marguerite und erschien 1947 in dem Erzählband Maigret et l’Inspecteur Malchanceux bei Presse de la Cité. In deutscher Übersetzung erschien die Erzählung erstmals 1948 bei Langewiesche unter dem Titel Maigret und der brummige Inspektor, dann bei Kiepenheuer und Witsch (Maigret und Inspektor Lognon) in der Übersetzung von  Hansjürgen Wille und Barbara Klau, und schließlich in neuer Übersetzung von Angelika Essig 1980 in dem Band Maigret-Geschichten, Erste Folge bei Diogenes. Simenon ließ die Figur des unglücklichen Kommissars Lognon in den Maigret-Romanen Maigret und die Tänzerin (1951), Maigret, Lognon und die Gangster (1952) und Maigret und die junge Tote (1954) wiederaufleben.

## Handlung

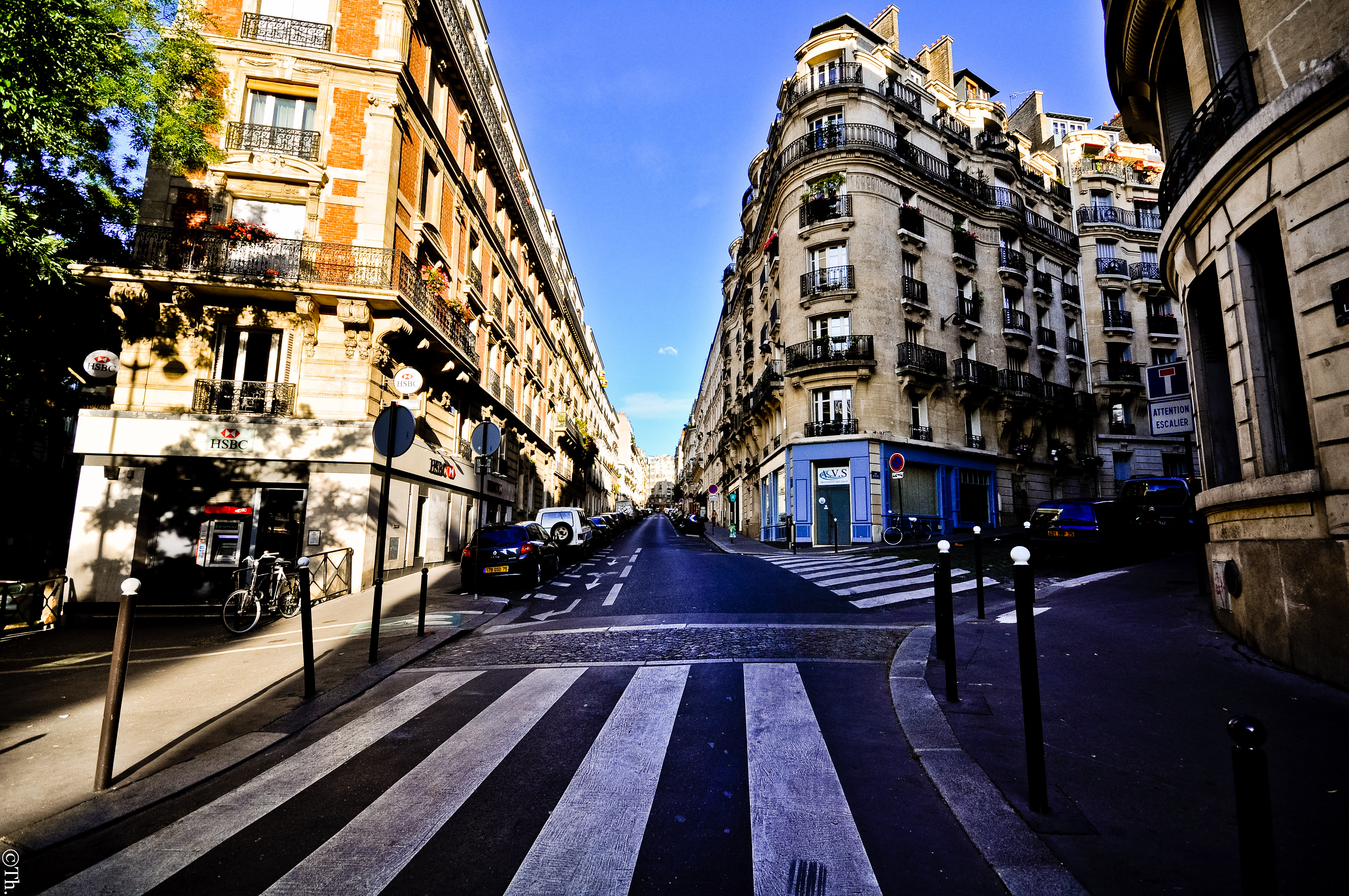
Rue Lamarck, Paris

Maigret verbringt die Nacht in der Notrufzentrale der Pariser Polizei, auf einen Anruf aus London wartend. Zu dieser Zeit geht ein Notruf aus dem 18. Arrondissement ein, von der Rue Caulaincourt, Ecke Rue Lamarck. Obwohl er eigentlich mit der Sache nichts zu tun hat, eilt Maigret zum Montmartre. Der Ausruf bei Abgabe des Notrufs „ich sch.... auf die Poilzei“ und danach die Abgabe des Schusses hatten Maigret stutzig gemacht; es erinnerte ihn an einen nur wenige Monate zurückliegenden Fall, bei der sich ein polnischer Krimineller mit genau diesem Ausruf der Festnahme entzog und sich anschließend in den Kopf schoss. Doch diese Information wurde nie an die Presse gegeben, woher hatte also das Opfer die internen Informationen zu dieser älteren Sache?
Die Leiche liegt neben der Notrufsäule an der Kreuzung, dem Personalausweis nach handelt es sich um Michel Goldfinger, einen kleinen Diamantenhändler aus der Rue Lamarck, wie man bald herausfindet. Inspektor Lognon, der gehofft hat, sich mit diesem Mordfall hervorzutun zu können, ist wütend wegen der Anwesenheit Maigrets. Dieser hat Mitleid mit dem Pechvogel, da er Lognon eigentlich ganz gut leiden kann und ihn für einen fähigen Polizisten und Detektiv hält. Maigret muss ihm während der gemeinsamen Ermittlung immer wieder versichern, dass er keineswegs vorhabe, ihm den Fall abzunehmen, er möchte aber auf dem Laufenden gehalten werden. Lognon und Maigret machen sich nun zu der Adresse auf, die in dem Ausweis stand. Dort treffen sie eine interessante Familienkonstellation an. Die Ehefrau und ihre Schwester befinden sich in der Wohnung; der Ehefrau des Toten scheint es nicht gut zu gehen, ihre Schwester übernimmt das Reden und zeigt sich wirklich betroffen von dem Tod ihres Schwagers. In den Gesichtszügen der Frau können die Ermittler eine solche Regung nicht verzeichnen. Man erfährt, dass Goldfinger Schulden hatte und an dem Abend gehofft hatte, die Summe zu erhalten. Auch sein Revolver, der sonst in der Nachttischschublade lag, war verschwunden.
Die Spurensicherung ergibt, dass auf die Pistole ein Schalldämpfer aufgesetzt wurde; bald findet man auch heraus, dass an der Notrufsäule ein zweiter Schuss abgegeben wurde; einer war tödlich, der andere sollte den Selbstmord vorspielen. Lognon findet auch heraus, dass Goldfinger, der glaubte, er wäre sterbenskrank, eine hohe Lebensversicherung abgeschlossen hatte. Die Observierung und die Telefonüberwachung ergeben nichts Neues; Goldfingers Frau verlässt die Wohnung anscheinend nicht. Als sie am nächsten Tag endlich öffnet und Krankheit vorschützt, wird Maigret stutzig: Ihre Frisur und das Make-up sind tadellos. Dann erinnert sich Maigret an den ehemaligen Kollegen, der damals in den Fall des polnischen Kriminellen verwickelt war und bald wegen Unfähigkeit entlassen wurde, einen gewissen Mariani. Man findet bald heraus, dass jener Mariani die Wohnung über der Goldfingers gemietet hatte und daher die Frau des Diamantenhändlers nie das Haus verlassen musste, um sich mit dem Mörder ihres Mannes abzusprechen.

## Ausgaben
- Maigret et l'Inspecteur malgracieux. Paris, Presse de la Cité, 1947 (Erstausgabe)
- Maigret und der brummige Inspektor / Maigret et l'inspecteur malgracieux [deutsch-französisch] (Übers.: Ulrich Friedrich Müller), Edition Langewiesche-Brandt, Ebenhausen : Langewiesche-Brandt, 4. Auflage, 1967.
- Maigret und Inspektor Lognon. Kriminalroman. (Deutsch von Hansjürgen Wille und Barbara Klau). Köln: Kiepenheuer & Witsch, 1965.[1]
- Maigret und Inspektor Griesgram. In: Maigret-Geschichten. Erste Folge. Zürich : Diogenes, 1980. ISBN 325700978X

Rupert Davis als Maigret (1962)

## Adaptionen
- Inspector Lognon's Triumph, britischer Fernsehfilm (Regie: John Harrison, 1961), mit Rupert Davies (Maigret).
- Maigret e l'ispettore sfortunato, Episode 3, Staffel 3 der italienischen Fernsehserie Le inchieste del commissario Maigret (1968, Regie: Mario Landi), mit Gino Cervi (Maigret).
- Maigret et l'Inspecteur malgracieux, Episode 79 der französischen Fernsehserie Les Enquêtes du commissaire Maigret (1988, Regie: Philippe Laïk) mit Jean Richard (Maigret) und Annick Tanguy (Mme Maigret).